# Rivolta di Pratobello

Presidio di cittadini di Orgosolo a Pratobello. Si scorge anche un plotone dell'Esercito Italiano

La rivolta di Pratobello è stata una rivolta popolare antimilitarista messa in atto col metodo della resistenza nonviolenta dai cittadini di Orgosolo (Sardegna) nel mese di giugno del 1969.

## I fatti

Popolazione di Orgosolo in marcia nella protesta contro l'occupazione militare dell'area di Pratobello

Dall’aprile del 1969 ad Orgosolo correvano voci sulla realizzazione di un poligono fisso per esercitazioni militari nei pressi del villaggio abbandonato di Pratobello. 
La certezza arrivò circa due mesi dopo: il 27 maggio 1969 sui muri del paese, dalla Brigata Trieste, fu affisso un avviso in cui si invitavano i pastori, che operavano nella zona di Pratobello, a trasferire il bestiame altrove perché, per due mesi, quell'area sarebbe stata adibita a poligono di tiro e di addestramento dell'Esercito Italiano. 
In un comunicato ciclostilato del Circolo giovanile di Orgosolo era riportato che lo Stato aveva previsto lo sgombero di 40 mila capi, per i quali avrebbe corrisposto un risarcimento di 30 lire giornaliere a pecora, mentre il mangime costava 75 lire al Kg.
Dai primi di giugno in avanti è un susseguirsi di assemblee con il coinvolgimento dell’intera popolazione. Il 7 giugno, l'assemblea popolare indice una manifestazione dimostrativa nei luoghi in cui sono previste le esercitazioni. Nel comunicato si leggeva: “Tale manifestazione è stata decisa per dare un primo avvertimento alle autorità militari e politiche che hanno deciso arbitrariamente di invadere i nostri territori con grave danno per tutti i lavoratori”.
Il commissario prefettizio di Orgosolo, la questura di Nuoro, gli stessi militari e le organizzazioni dell’Alleanza Contadini, della Coldiretti e della Cgil cercano di raggiungere un accordo. Ma la mediazione non approda a nessun risultato: i pastori ribadiscono la loro volontà di presidiare i pascoli e rifiutano gli indennizzi. Mentre si avvicina l’inizio delle esercitazioni, i sindacati e i partiti intensificano la loro azione: Democrazia Cristiana e Partito Comunista propongono l’invio di un telegramma unitario al Ministro della Difesa Luigi Gui e al sottosegretario Francesco Cossiga per scongiurare o limitare le esercitazioni previste. Ma gli orgolesi rispondono che “il terreno di lotta dei pastori non è il parlamento”.

## Giugno 1969
Il 9 giugno 3 500 cittadini di Orgosolo iniziarono la mobilitazione, raggiungendo l’altopiano di Pratobello a piedi, in auto o in camion. Il 18 dello stesso mese, la popolazione del paese si riunì in piazza Patteri: dall'assemblea scaturì la decisione di attuare una forma di Resistenza nonviolenta e quindi di occupare pacificamente la località di Pratobello. 
Il 19 è primo giorno di esercitazioni: tremila persone si riversano a Pratobello e si compie il primo atto dell’occupazione. Intanto
si susseguono le assemblee, anche notturne. Il 20 giugno è giornata di tensione. Gli orgolesi trovano la strada sbarrata dai mezzi della polizia: i manifestanti non si arrendono, alcuni scendono dai mezzi e vanno a piedi, altri tengono duro di fronte alle forze dell’ordine, prima cercando il dialogo poi addirittura spostando di peso le camionette. Arrivano le forze speciali dell’esercito che schiera circa 4 mila uomini. Scattano fermi e arresti. Seicento manifestanti vengono accerchiati in un recinto, poi processati per direttissima per violenza e resistenza a pubblico ufficiale.
Il 23 giugno alle 20 l’assemblea decide di inviare a Roma, su richiesta di Francesco Cossiga, una delegazione composta dagli onorevoli Ignazio Pirastu, Carlo Sanna e Gonario Gianoglio, compresi tre pastori, un bracciante, un camionista, uno studente del Circolo democristiano, il presidente del Circolo giovanile. La delegazione riceve il mandato di discutere, ascoltare, trattare, ma non di decidere.
Due giorni di tregua: i militari fermano le esercitazioni mentre gli orgolesi continuano il presidio a Pratobello guardando al vertice romano. Ad accogliere la delegazione è il senatore orgolese Antonio Monni. Lo Stato è pronto al dietrofront. La delegazione torna a casa con un documento dove si attesta che: Il poligono di Pratobello è temporaneo, le truppe sgombereranno alla metà di agosto e i terreni in tale data saranno restituiti ai pastori. Non vi è, allo stato attuale, alcuna decisione di trasformare il poligono in una istituzione permanente. E poi: “L’amministrazione militare sentirà i pastori e le loro organizzazioni al fine di determinare la reale consistenza dei danni e la giusta misura degli indennizzi per gli sgomberi compresi i giorni delle agitazioni”. Ancora: “Si è data immediata disposizione al commissario della brigata di prendere contatto con pastori, macellai e fornitori di Orgosolo affinché gli acquisti possano essere fatti nello stesso comune che sinora è il solo ad avere subito danni”.
A seguito di questi fatti nacque il fenomeno del muralismo nel centro barbaricino.

## Altre notizie
Durante la rivolta Emilio Lussu, con una lettera agli orgolesi, aveva dichiarato la sua solidarietà all'iniziativa ed informava che non aveva potuto partecipare di persona agli eventi solo per le sue cattive condizioni di salute.